# Kelafo East Airport
Kelafo East Airport är en flygplats i Etiopien. Den ligger i den sydöstra delen av landet, 700 km sydost om huvudstaden Addis Abeba. Kelafo East Airport ligger 540 meter över havet.
Terrängen runt Kelafo East Airport är platt åt nordost, men åt sydväst är den kuperad. Kelafo East Airport ligger uppe på en höjd. Runt Kelafo East Airport är det glesbefolkat, med 9 invånare per kvadratkilometer. Det finns inga samhällen i närheten. Omgivningarna runt Kelafo East Airport är i huvudsak ett öppet busklandskap.